# سالم (سیگار)
سالم  (به انگلیسی: Salem) یک برند سیگار ایجاد شده در ایالات متحده آمریکا است؛ که در حال حاضر توسط امپریال توباکو تولید می‌شود. مالک فعلی این برند امپریال توباکو و تنباکوی ژاپن (خارج آمریکا) است. این برند در سال ۱۹۵۶ پایه‌گذاری گردید.